# Atom-Chip
Ein Atom-Chip wird vornehmlich in der experimentellen Atom-Optik eingesetzt. Er dient dort dazu Atome und Atomwolken in miniaturisierten Magnetfallen zu speichern und zu manipulieren. Atom-Chips entsprangen dem Wunsch, starke Magnetfeldgradienten und komplexe magnetische Potentiale mit überschaubarem Aufwand zu generieren. Auch Systeme zur Detektion der Atome, wie zum Beispiel Resonatoren oder optische Fasern, können direkt auf dem Atom-Chip integriert werden. In vielen Fällen dienen Atom-Chips dazu, Bose-Einstein-Kondensate (BEC) herzustellen und zu untersuchen.
Die grundlegende Idee eines Atom-Chips ist es, dass sich durch elektrische Leiterbahnen in unmittelbarer Nähe der Atomwolke schon mit geringen Stromstärken hohe Magnetfelder und magnetische Feldgradienten erzeugen lassen, die es erlauben Atome kontrolliert zu fangen. Techniken aus der Mikrofabrikation erlauben bei der Anordnung der Leiterbahnen eine große Flexibilität, so dass komplexe Fallenformen möglich sind, die sich mit weit entfernten, makroskopischen Magnetspulen nur schwer, oder gar nicht realisieren lassen.

## Aufbau

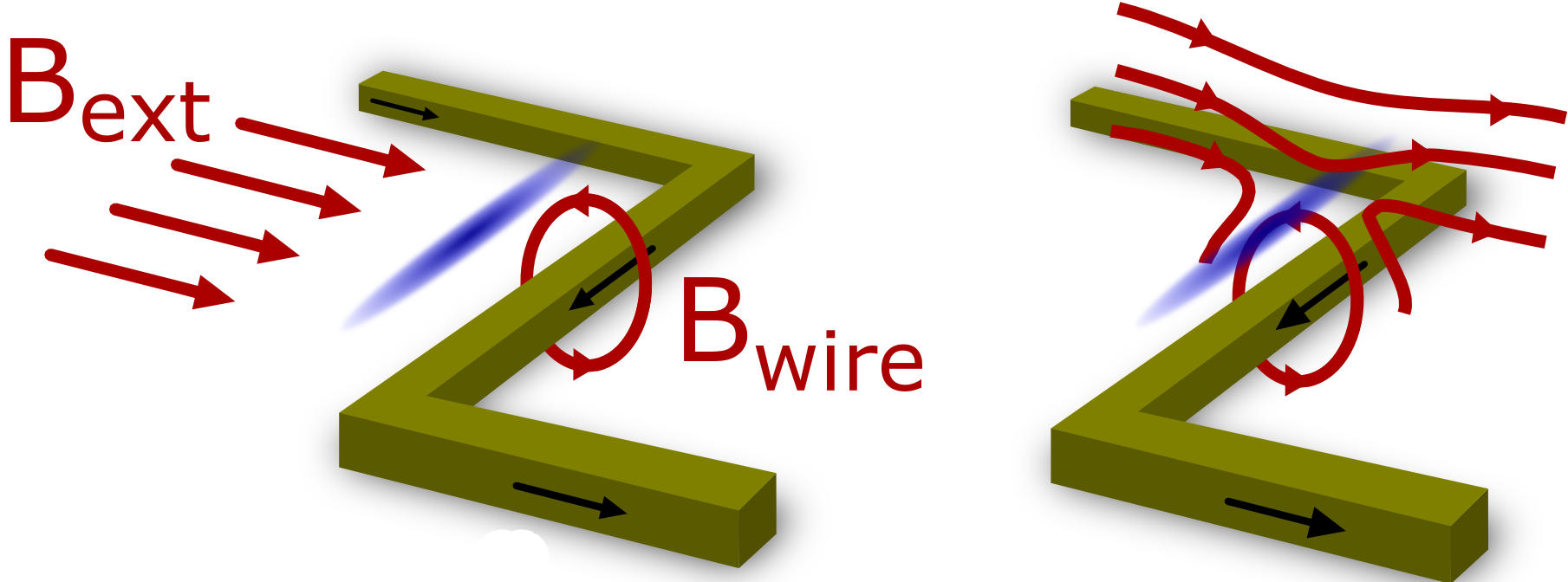
Funktionsprinzip

Der einfachste Aufbau eines Atom-Chips besteht aus einem einzigen, stromdurchflossenen Leiter, der senkrecht zu einem homogenen Magnetfeld verläuft (welches beispielsweise durch Helmholtz-Spulen erzeugt wird). In einer geraden Linie parallel zur Leiterbahn löschen sich die Magnetfelder des Leiters und des homogenen Feldes gegenseitig aus.
In erster Näherung entspricht das Potential einem zwei-dimensionalen Quadrupol-Feld.
Ein wenig komplexer sind U- und Z-Leiter-Konfigurationen, bei denen der Leiter zunächst parallel zum homogenen Magnetfeld verläuft, dann senkrecht abbiegt (wodurch das oben beschriebene 2d Quadrupol Feld erzeugt wird), um ein wenig weiter wieder senkrecht auf parallel (Z-Konfiguration) oder antiparallel (U-Konfiguration) zum ersten Teilstück zu gehen.
In der Z-Konfiguration wird durch die Seiten des Leiters ein 'Offset' Feld parallel zur Richtung des zentralen Leiterteils erzeugt, wodurch magnetische Null-Durchgänge verhindert werden. In der U-Konfiguration sorgen die Seitenbahnen für einen Magnetfeld-Gradienten entlang des Zentralleiters, wodurch sich das gesamte Magnetfeld zu einem 3D Quadrupolfeld addiert.
Aufgrund des 1/r Zusammenhangs zwischen Stromstärke in einem Leiter und dem dadurch produzierten Magnetfeld können fast beliebig starke Magnetfelder und -gradienten erreicht werden, wenn der Abstand nur weit genug reduziert wird. In der Realität sind natürlich die endliche Ausdehnung der Atomwolke und des Leiters zu berücksichtigen, die dann das Magnetfeld begrenzen. Dennoch lassen sich mit einem Atom-Chip verhältnismäßig große Felder erzeugen, die beispielsweise ausreichen, um die Bewegung der Atome auf eine Raumdimension einzuschränken.
Atom-Chips sind in einer Reihe verschiedener Implementationen in Forschungszentren weltweit im Einsatz. Beispiele sind magnetische „Fließbänder“ für Atome und Radiofrequenz-Felder zum Erzeugen von speziellen Potentialen. Auch Fallen aus permanent magnetischen Beschichtungen an Stelle von Leiterbahnen sind möglich.